# Ivo de Carneri
Ivo de Carneri (Cles, 12 giugno 1927 – Milano, 20 novembre 1993) è stato un medico italiano.
Insegnò parassitologia presso la facoltà di Medicina e Chirurgia dell'Università degli Studi di Pavia.

## Biografia
Ivo de Carneri consegue la laurea in Chimica nel 1950 presso l'Università di Pavia e successivamente in scienze biologiche nel 1958. Nel 1960 assume l'incarico di direttore del reparto ricerche microbiologiche della società farmaceutica Carlo Erba di Milano. Negli anni di lavoro all'Istituto compie un periodo di lavoro presso il Tropeninstitut di Amburgo, in Germania, lavorando come interno nel reparto di protozoologia e di elmintologia. Nel 1958 si reca, invece, al National Institute of Medical Research di Mill-Hill in Gran Bretagna per studiare i problemi della terapia farmacologica delle parassitosi. Fin dai primi anni alla Carlo Erba di Milano, avvia la collaborazione con l'Istituto di Igiene dell'Università di Pavia come assistente volontario. Nel 1959 ottiene la libera docenza in parassitologia e ne inizia l'insegnamento presso l'università di Pavia. Nel 1965 diviene professore incaricato, nel 1960 professore associato e infine nel 1986 professore ordinario. L'attività didattica per Ivo de Carneri è una grande passione: la sua capacità di comunicare, di trasmettere conoscenza e di suscitare riflessioni, lo avvinca agli studenti dei quali sa catturare l'attenzione ampliando la materia con racconti di viaggio ed esperienze personali. 
Il 20 novembre 1993, prima di partire per una missione in Eritrea, Ivo de Carnei si spegne improvvisamente a Milano. Ora riposa nella tomba di famiglia nel cimitero del comune di Cles.

### Impegno di ricerca all'estero
Nel 1960 inizia a frequentare il primo corso di medicina tropicale dell'Università di San Paolo in Brasile, dove ha la possibilità di lavorare con il professore Samuel Pessoa, il quale influenzerà fortemente il suo interesse per la ricerca sulle malattie parassitarie e l'impatto sociale che hanno queste ultime. Nel 1960 e nel 1963 compie missioni scientifiche nell'Alto- Xingú (Mato Grosso - Brasile) nel cuore della foresta amazzonica per studiare dei focolai di leishmaniosi tegumentaria tra la popolazione degli Indios Waurà per conto del ministero della sanità brasiliano, identificando alcuni ceppi nel Nord del Mato Grosso. I mesi trascorsi in Amazzonia sono per lui un'esperienza importante sia dal punto di vista professionale che personale.
Nella primavera del 1988, Ivo de Carneri visita per la prima volta l'isola di Pemba nell'arcipelago di Zanzibar, dove la cooperazione italiana aveva avviato un programma per il controllo della schistosomiasi genitoruriana. Il suo compito, in qualità di esperto del Ministero degli Esteri italiano, di valutare la possibilità di estendere quell'intervento ad altre malattie parassitarie, come richiesto dal Ministero della Sanità di Zanzibar. 
Il progetto con il Ministero della sanità locale si estende anche alla preparazione del personale sanitario e alla creazione di una struttura destinata alla prevenzione, diagnosi e terapia delle malattie parassitologiche.

### Pubblicazioni
Il Professor Ivo de Carneri ha avuto una prolifica carriera scientifica pubblicando oltre 345 pubblicazioni nei campi della protozoologia, elmintologia e chemioterapia. È autore del testo universitario Parassitologia generale e umana (1961), il quale è arrivato alla 14ª edizione e che è utilizzato ancora oggi come libro di testo nelle facoltà di medicina e scienza di alcune università italiane e straniere. Degne di nota sono le inchieste parassitologiche condotte in Italia e maggiormente quelle che hanno evidenziato la correlazione tra parassiti intestinali, povertà e ritardi scolastici tra i bambini dell'Italia settentrionale e le ricerche seguenti che testimoniano la scomparsa delle stesse in relazione al miglioramento delle condizioni di vita. 
Grazie al suo immenso lavoro nel campo delle malattie parassitarie, è stato consulente dell’Organizzazione mondiale della sanità (OMS) nel 1988 per le campagne di controllo dei parassiti intestinali nei bambini in particolare in America Latina e in Africa. Ha fatto parte dell'Istituto Superiore di Sanità (1987-90), è stato presidente della Società italiana di parassitologia, la quale ha istituito un premio un suo onore. Inoltre la Royal Society of tropical Medicine and Hygiene di Londra gli ha dedicato una cattedra alla Mason House.

## Fondazione Ivo de Carneri
Nell'ottobre del 1994, dopo la prematura morte del professor Ivo de Carneri, nasce su iniziativa dei famigliari più stretti, la Fondazione che prende il suo nome. Come si legge nell'art. 1 dello statuto, lo scopo della Fondazione è:
«La Fondazione non ha finalità di lucro. Essa ha come scopo la promozione e il sostegno dei piani di lotta contro le malattie parassitologiche nei Paesi in via di sviluppo e l'incremento degli studi di parassitologia particolarmente per quanto attiene ai risvolti sociali delle stesse.»